# Kijevo
 Ovo je glavno značenje pojma Kijevo. Za druga značenja pogledajte Kijevo (razdvojba).
Kijevo je općina u Šibensko-kninskoj županiji. Prvi put se spominje 1315. godine pod imenom Chie (Kij).

## Zemljopis
Kijevo je smješteno na prometnici između Knina i Sinja, u plodnoj dolini između planina Dinare i Svilaje. U blizini Kijeva nalaze se izvori rijeka Cetine i Krke, te najviši vrh Hrvatske, Sinjal.

## Klima
Na području Kijeva miješaju se kontinentalna i blaga sredozemna klima. Ljetna srednja kolovoška temperatura iznosi 26,5 °C, a zimska siječanjska –6 °C. Snijeg, izuzev vrh Dinare i katkada vrh Kozjaka, rijedak je i kratkotrajan, a visina mu je obično od 10 do 20 cm. Prosječna godišnja količina oborina iznosi od 1000 do 1250 mm. Najkišovitiji su mjeseci listopad i prosinac, a najsušniji su srpanj i kolovoz. Prosječno u selu ima 2200 do 2300 sunčanih sati. Karakteristični vjetrovi ovog kraja su bura, jugo i doljnjak.

## Stanovništvo

### Popis 2011.
Po popisu stanovništva iz 2011. godine, općina Kijevo imala je 417 stanovnika, raspoređenih u samo jednom naselju – Kijevu.
Vjerski je 100 % rimokatoličko, a etnički hrvatsko.

### Kretanje broja stanovnika za Kijevo
| broj stanovnika | 1276  | 1230  | 1279  | 1499  | 1836  | 2125  | 2125  | 2707  | 1741  | 1830  | 1853  | 1736  | 1341  | 1261  | 533   | 417   | 272   |
|                 | 1857. | 1869. | 1880. | 1890. | 1900. | 1910. | 1921. | 1931. | 1948. | 1953. | 1961. | 1971. | 1981. | 1991. | 2001. | 2011. | 2021. |

| broj stanovnika | 1276  | 1230  | 1279  | 1499  | 1836  | 2125  | 2125  | 2707  | 1741  | 1830  | 1853  | 1736  | 1341  | 1261  | 533   | 417   | 272   |
|                 | 1857. | 1869. | 1880. | 1890. | 1900. | 1910. | 1921. | 1931. | 1948. | 1953. | 1961. | 1971. | 1981. | 1991. | 2001. | 2011. | 2021. |

## Povijest
Prvi se puta u povijesnim dokumentima spominje 1315. godine pod imenom Kij.

### Prvi svjetski rat
U vrijeme 1. svjetskog rata 34 ljudi iz Kijeva je poginulo.

### Drugi svjetski rat
U vrijeme 2. svjetskog rata Kijevo je postalo dijelom Nezavisne države Hrvatske (NDH). U proljeće 1942. naselje su napali jugoslavenski partizani. Druga dalmatinska brigada 8. kolovoza 1942. je napala jako ustaško uporište Kijevo na cesti Knin – Vrlika. Nakon uporne borbe ustaše i njihova seoska milicija, koji su se dobro utvrdili, uvidjevši da ne mogu više izdržati, pobjegli su u Vrliku. Kijevo su napali četnici u vrijeme kad u općini nije bilo ni policajaca ni redara. Rezulutat četničkog napada je bio smrt 45 civila. U ovome ratu ukupno je poginulo 209 ljudi iz Kijeva. Oslobođenjem Kijeva i razbijanjem četnika u Civljanima oslobođeni partizanski teritorij znatno se proširio. On se sada proteže duboko iz Bosne preko Grahova, Kijeva i Civljana do Svilaje, a preko tog terena veže se s »Mućkom republikom«, koja se od Dinare preko Kozjaka prostire gotovo do samih Kaštela i mora.

### Domovinski rat
Kijevo je 1991. godine postalo poznato kao jedno od mjesta prvih i najžešćih napada pobunjenih Srba u stvaranju tzv. Republike Srpske Krajine. Ministarstvo unutarnjih poslova Republike Hrvatske je osnovalo policijsku postaju u Kijevu, koje je tada imalo 1.261 stanovnika od čega su 99,6 % bili Hrvati, kako bi se Kijevo branilo od lokalnih Srba iz okolnih sela Polača, Civljane i Cetina. Kijevo je uskoro bilo okruženo i opkoljeno srpskim jedinicama pod vodstvom Milana Martića, koji je 17. kolovoza 1991. zapovijedio postavljanje barikada na ulazu u Kijevo. 
Dan poslije, 18. kolovoza Martić je dobio ultimatum od stanovnika Kijeva i policije, u kojem se tražio odlazak srpskih jedinica.
Dne 26. i 27. kolovoza 1991. JNA je pod vodstvom Ratka Mladića napala naselje teškim naoružanjem, što je izazvalo bijeg hrvatskih braniteljskih snaga u Drniš. Preostalo stanovništvo napustilo je Kijevo zbog toga što je Kijevo bilo potpuno uništeno.  (plan Spaljena zemlja) Novinarka tadašnje Radiotelevizije Beograd Vesna Jugović je izvještavala. I Milan Martić i Ratko Mladić optužio je ICTY za ratne zločine i etničko čišćenje. Milan Martić je osuđen.

## Gospodarstvo
- Pčelarska udruga Vrisak

## Poznate osobe
- Ante Čavka, hrvatski svećenik i književnik

## Spomenici i znamenitosti
- Spomen-križ iznad Kijeva na Batu na Kozjaku
- Župna crkva sv. Mihovila

## Obrazovanje
- Osnovna škola Domovinske zahvalnosti

## Kultura
- Kijevski književni susreti
- Kud "Dinara"[9]

## Šport
- NK Zrinski Kijevo
- MNK Kijevo

## Vanjske poveznice
- Službene stranice

|  | Portal Hrvatske – Pristup člancima s tematikom o Hrvatskoj. |